# Ángel Serrano
Pour les articles homonymes, voir Serrano.
Ángel Serrano, né le 12 mars 1942, à Ávila, en Espagne, est un ancien joueur et entraîneur espagnol de basket-ball. Il évolue au poste d'ailier.